# کبوتر میوه‌خوار والاس
کبوتر میوه‌خوار والاس (نام علمی: Ptilinopus wallacii) نام یک گونه از سرده کبوتر میوه‌خوار است.